# Autostrada A355 (Franța)
Autostrada A355, denumită în franceză Grand contournement ouest de Strasbourg, este o autostradă care ocolește Strasbourg pe la vest, traversând regiunea Kochersberg. Având o lungime de 24 km, aceasta leagă joncțiunea dintre autostrăzile A4 și A35, situată la nord de Strasbourg, de bifurcația dintre A35 și A352, aflată la sud.
A fost finanțată integral de către concesionarii Sanef (pentru nodul de racordare la A4) și Vinci Autoroutes (pentru restul traseului), care dispun de un contract de concesiune pe 54 de ani. Autostrada este gestionată de Autoroute du Contournement Ouest de Strasbourg (ARCOS) (Vinci Autoroutes).
Această infrastructură preia o parte din traficul care traversează Strasbourg pe autostrada A35, unul dintre cele mai circulate axe din Franța, cu 160.000 de vehicule pe zi, dintre care 15 % sunt camioane.

## Istoric
Date importante:
- Iunie 2003: Consultare locală.
- 2003: Studii preliminare ale proiectului.
- 2004: Ancheta de utilitate publică.
- 2006: Atribuirea concesiunii.
- 2007: Studii detaliate.
- 23 ianuarie 2008: Declarația de utilitate publică[n 1][3].
- 2010: Respingerea de către Consiliul de Stat a contestațiilor împotriva DUP.
- 2012: Vinci Autoroutes desemnat concesionar potențial (12.01) pentru construcția și exploatarea autostrăzii (abandon la 27.06).
- 2013: Relansarea proiectului, în așteptarea unei finanțări.
- 2015: Semnarea planului de relansare a infrastructurii rutiere, incluzând realizarea nodului de legătură A4 / A35 / A355 de către Sanef.
- 2016: Semnarea contractului de concesiune pentru A355 cu societatea Arcos, filială a Vinci Autoroutes.
- 22 ianuarie 2018: Declarația de utilitate publică[n 1] prelungită[4].
- 17 decembrie 2021: Punerea în funcțiune.

## Traseu
| De la A352 până la D711: secțiune gratuită concesionată companiei Arcos.                 | |             |
| Intersecție                                                                              | Nod rutier între A35, A352 și A355: Strasbourg-sud, Offenburg; Saint-Dié-des-Vosges, Molsheim; Mulhouse (nod rutier parțial). | A35 A352    |
| A35 E25                                                                                  | |             |
| A355 E25                                                                                 | |             |
| Ieșire                                                                                   | Zone deservite: Parcul de Activități Economice Plaine de la Bruche, Aeroportul Strasbourg.                                    | RD711       |
|                                                                                          | Zonă de servicii: La Bruche (în ambele sensuri).                                                                              |             |
| De la D711 până la A4: secțiune cu taxă în sistem deschis, concesionată companiei Arcos. | |             |
| Ieșire                                                                                   | Zone deservite: Strasbourg-vest, Saverne.                                                                                     | RD1004 M351 |
|                                                                                          | Punctul de taxare Ittenheim.                                                                                                  |             |
| Intersecție                                                                              | Nod rutier între A4, A35 și A355: Strasbourg-nord; Paris, Haguenau; Karlsruhe, Lauterbourg.                                   | A4 A35      |
| A355 E25                                                                                 | |             |
| A4 E25                                                                                   | |             |